# Robert Tjian
Robert Tse Nan Tjian (* 22. September 1949 in Hongkong) ist ein US-amerikanischer Biochemiker, Professor an der University of California in Berkeley und bis Ende 2016 Präsident des Howard Hughes Medical Institute.

## Leben
Robert Tjian wurde in Hongkong geboren, als seine Familie vor dem Sieg der Kommunisten im chinesischen Bürgerkrieg flüchtete. Seine Familie ließ sich in Brasilien nieder, wo sein Vater – ein ehemaliger chinesischer Industrieller – eine Papiermühle gründete. 1963 übersiedelte Robert Tjian in die Vereinigten Staaten nach New Jersey, und besuchte dort die Highschool.
Tjian erwarb 1971 an der University of California, Berkeley, einen Bachelor in Biochemie und 1976 einen Ph.D. an der Harvard University. Als Postdoktorand arbeitete er bei James Watson im Cold Spring Harbor Laboratory.
1979 erhielt Tjian eine erste Professur (Assistant Professor) in der Abteilung für Molekulare Biologie und Zellbiologie an der University of California in Berkeley und bereits 1982 eine ordentliche Professur. Im Laufe der Jahre nahm er zahlreiche – zum Teil leitende – Funktionen ein, zuletzt als Leiter des Zentrums für Stammzellforschung.
Von 2009 bis 2016 war Robert Tjian Präsident des Howard Hughes Medical Institute (HHMI). Er leitet Forschungsgruppen am Janelia Research Campus (eine Einrichtung des HHMI) und an der University of Berkeley.
Tjian ist verheiratet und hat zwei Töchter. Sein Nachname wird ˈtiːdʒɛn ausgesprochen. Gelegentlich findet sich sein Name als Robert Tijan.

## Wirken
Tjian erbrachte grundlegende Forschungsergebnisse zur Regulation der Transkription bei Eukaryoten. Hierbei ging er von dem Virus SV40 aus, das gelegentlich mit der Entstehung von Krebs (Onkogenese) in Verbindung gebracht wird. Tjian konnte zeigen, dass das Tumorantigen von SV40 spezifisch an Signal-DNA des Wirtsorganismus bindet, dass der Aktivator AP1 aus zwei Onkogen-Produkten besteht und dass damit Krebs durch Störungen der Transkriptions-Regulation ausgelöst werden kann. In Tjians Arbeitsgruppe konnten über einen Zeitraum von über 20 Jahren etwa 100 Transkriptionsfaktoren bei Drosophila melanogaster und beim Menschen identifiziert, isoliert und charakterisiert werden. Dabei werden unter anderem strukturbiologische, biochemische, genetische (zum Beispiel Gen-Knockdown oder DNA-Chip-Technologie) und optische Methoden eingesetzt.
Neuere Arbeiten befassen sich mit den Mechanismen der gestörten Transkriptionsregulation, die bestimmten Erkrankungen (wie Diabetes mellitus, Krebs, Parkinson-Krankheit oder Chorea Huntington) zugrunde liegen.
Zahlreiche biochemische Methoden wurden von Tjian entwickelt oder verfeinert. Er ist (gemeinsam mit David V. Goeddel und Steven L. McKnight) Begründer der NASDAQ-gehandelten Biotechnologie-Firma Tularik Inc. mit Sitz in San Francisco, die 2004 für 1,3 Milliarden US-Dollar an Amgen verkauft wurde.
Seit 2014 zählt ihn Thomson Reuters aufgrund der Zahl seiner Zitationen zu den Favoriten auf einen Nobelpreis (Thomson Reuters Citation Laureates).

## Auszeichnungen (Auswahl)
- 1984 Pfizer Award in Enzyme Chemistry
- 1990 Mitgliedschaft in der Academia Sinica[5]
- 1991 Mitgliedschaft in der National Academy of Sciences
- 1991 National Academy of Sciences Award in Molecular Biology
- 1994 California Scientist of the Year[1]
- 1995 Passano Award gemeinsam mit Robert G. Roeder[6]
- 1995 Rosenstiel Award gemeinsam mit Robert G. Roeder[7]
- 1997 Mitgliedschaft in der American Academy of Arts and Sciences
- 1999 Louisa-Gross-Horwitz-Preis gemeinsam mit Pierre Chambon und Robert G. Roeder[8]
- 1999 Alfred P. Sloan, Jr. Prize gemeinsam mit Robert G. Roeder
- 2009 Mitglied der American Philosophical Society[9]
- 2010 Glenn T. Seaborg Medal[10]
- 2010 Prix Charles-Léopold Mayer der Académie des sciences[11]